# Птижан, Ипполит
Ипполит Птижан (фр. Hippolyte Petitjean; 11 сентября 1854, Макон — 18 сентября 1929, Париж) — французский художник-неоимпрессионист, известный работами в технике пуантилизма (дивизионизма).

## Биография
Уроженец Макона, Птижан с 13 лет изучал живопись в Школе Дессена в родном городе. Затем мэрия города выделила ему грант на продолжение обучения в Париже, в Школе изящных искусств, где он учился у выдающихся художников и педагогов: Александра Кабанеля и Пьера Пюви де Шаванна. Позже на Птижана оказал влияние Жорж Сёра, с которым он в 1884 году познакомился в Париже. Сёра призвал Птижана присоединиться к неоимпрессионистам, и Птижан принял его предложение, после чего сблизился также с Камилем Писсарро и Полем Синьяком. На протяжении примерно десяти лет, с середины 1880-х до 1894 года, Птижан создавал картины в технике пуантилизма, после чего начал время от времени сочетать пуантилизм с более широкими штрихами. В 1910 году Птижан создал серию акварелей с изображениями пейзажей и фигур в неоимпрессионистской манере.
Птижан выставлялся в Салоне независимых в 1891 году, а затем в Le Brac de Bouteville вместе с символистами и импрессионистами. Он также выставлялся в Брюсселе в 1893 и 1898 годах, Берлине в 1898 году, Веймаре в 1903 году и Висбадене в 1921 году.

## Галерея

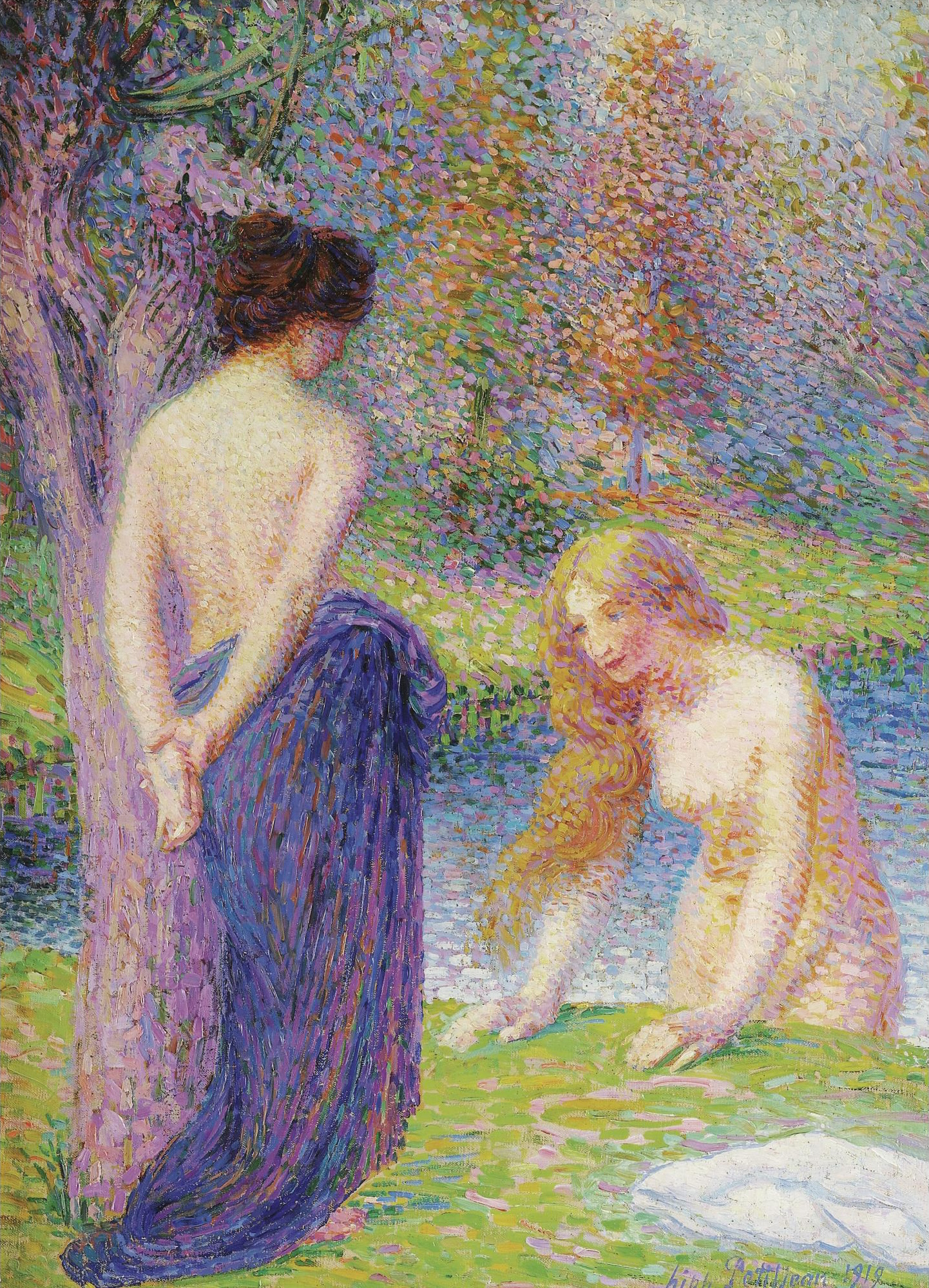
Купающиеся женщины. 1919
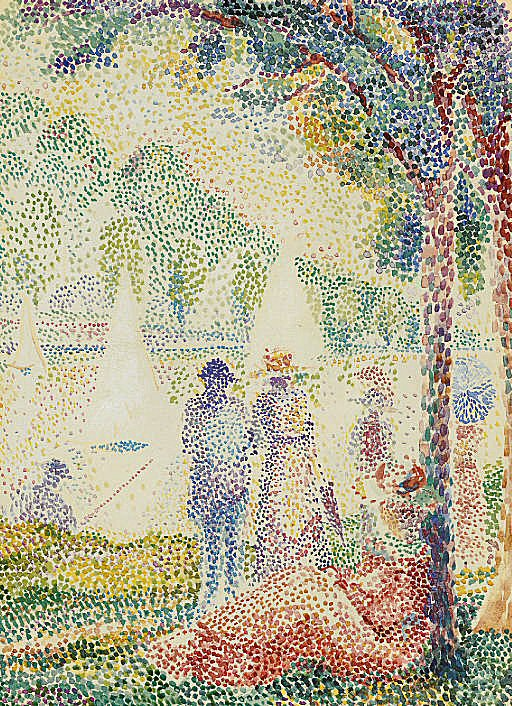
В парке
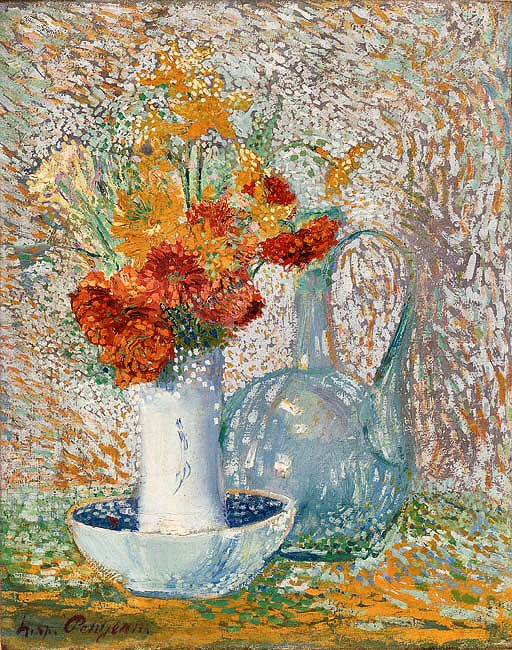
Натюрморт
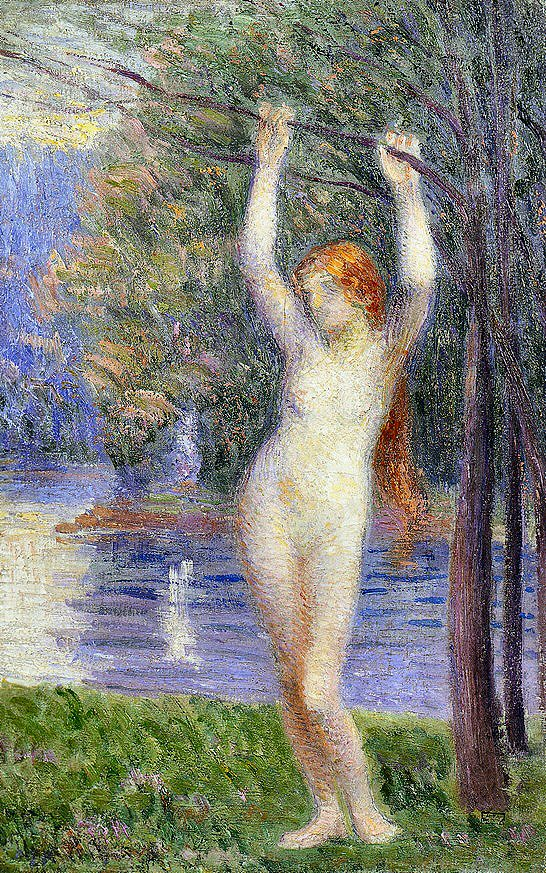
Обнажённая женщина
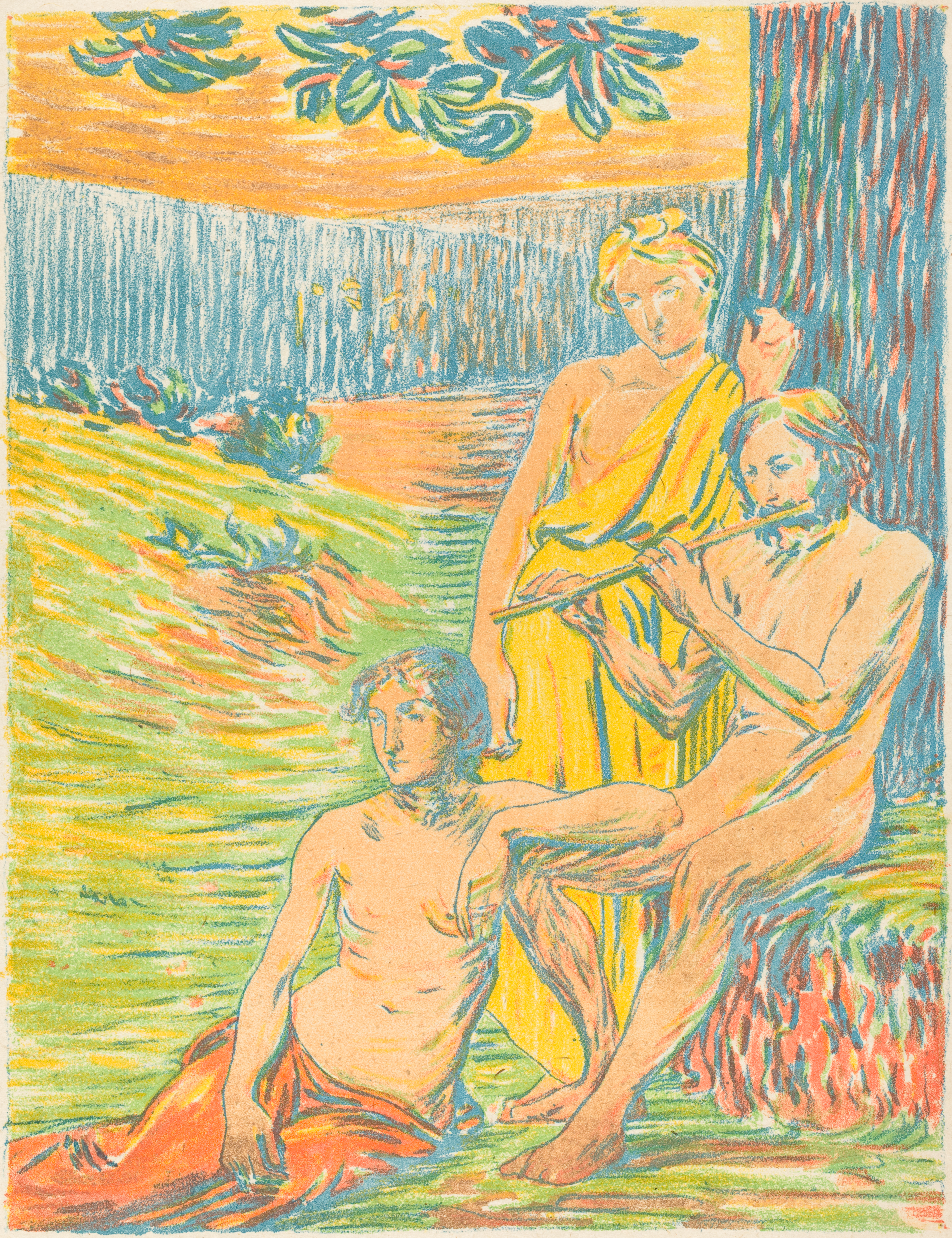
Пан. Аркадия. Национальная галерея искусства, Вашингтон, округ Колумбия, США
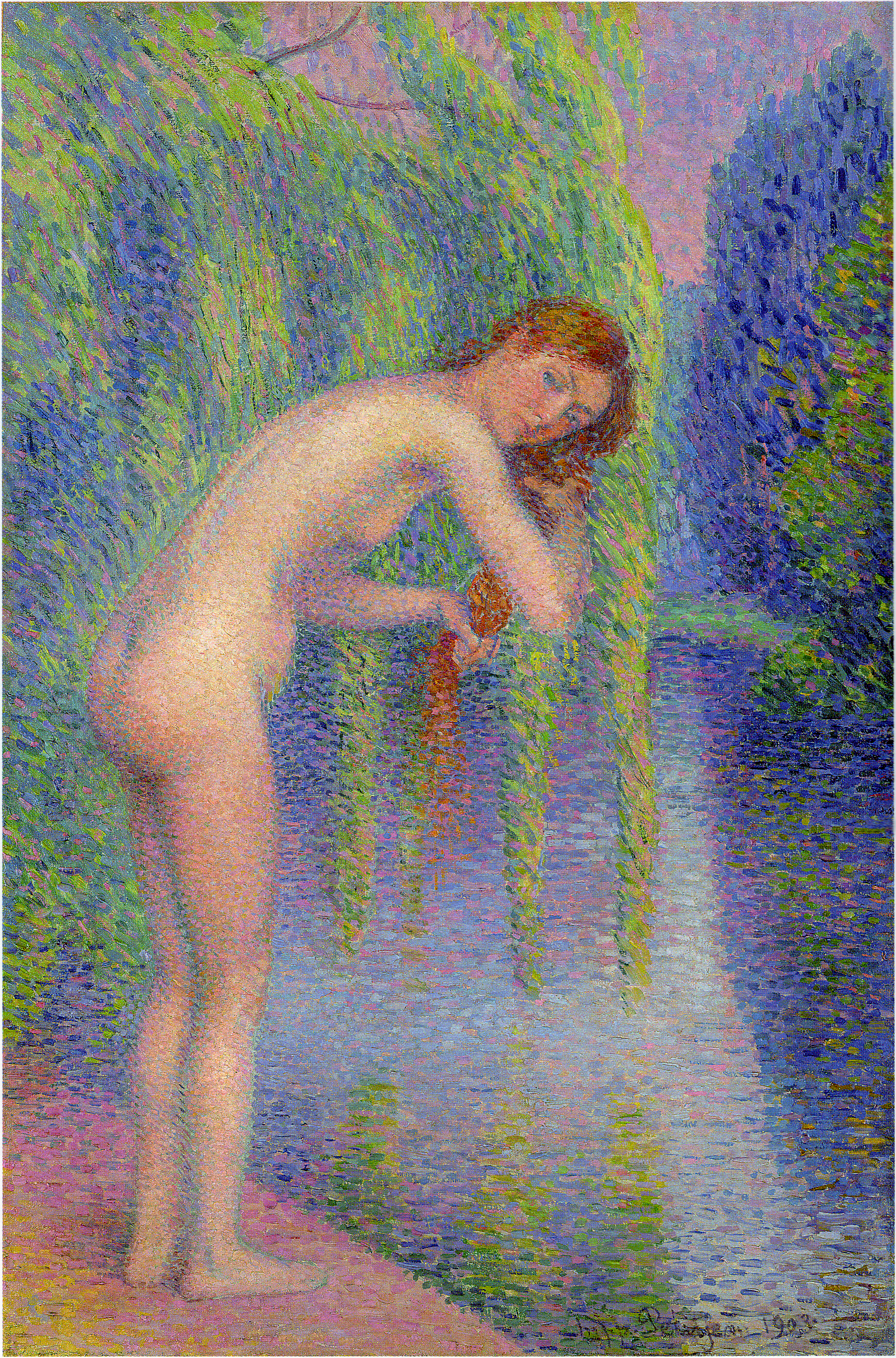
Обнажённая причёсывает волосы. Художественный музей Пола (англ.). Хаконе, префектура Канагава, Япония
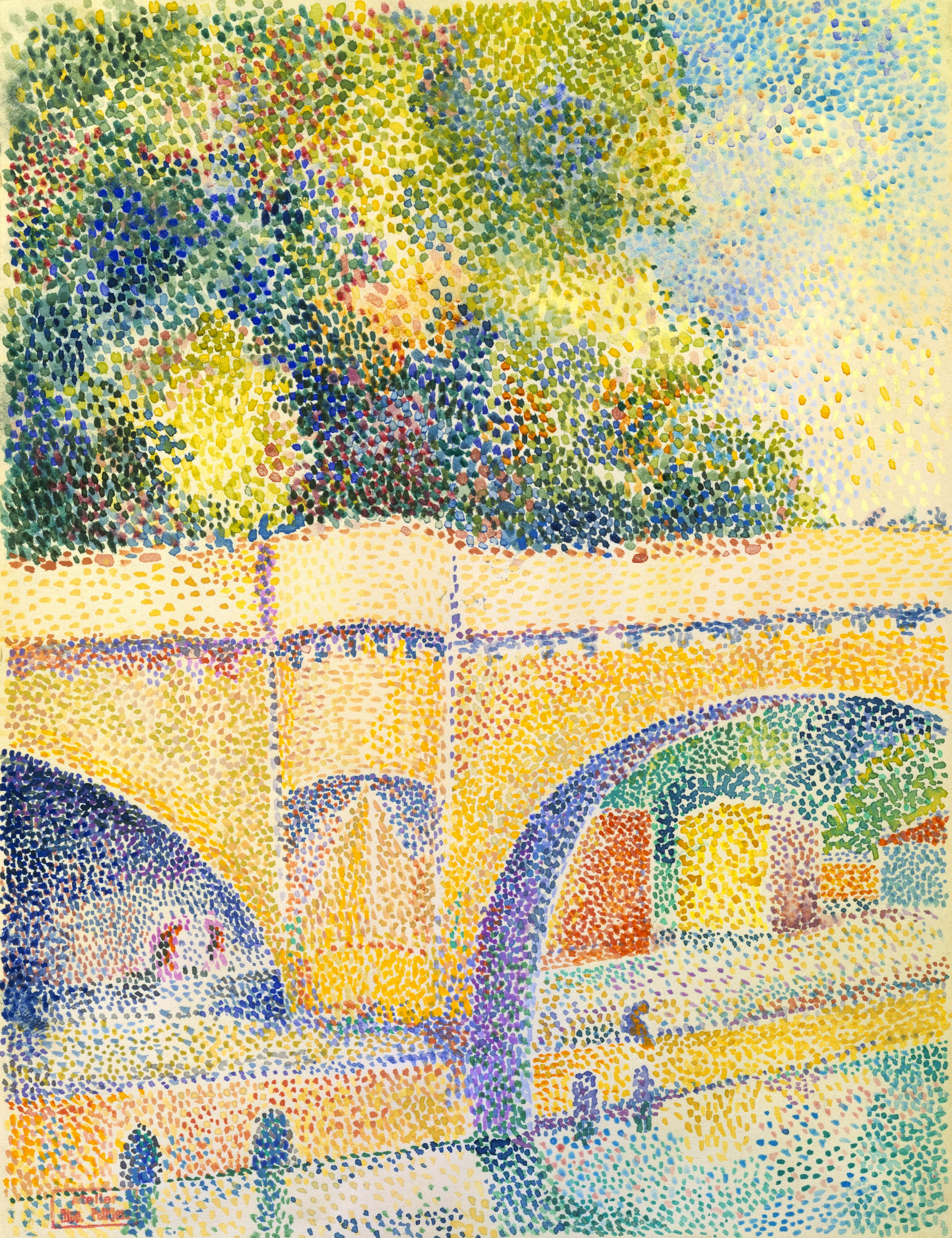
Парижский Новый мост. Около 1912-1914, Метрополитен-музей, Нью-Йорк
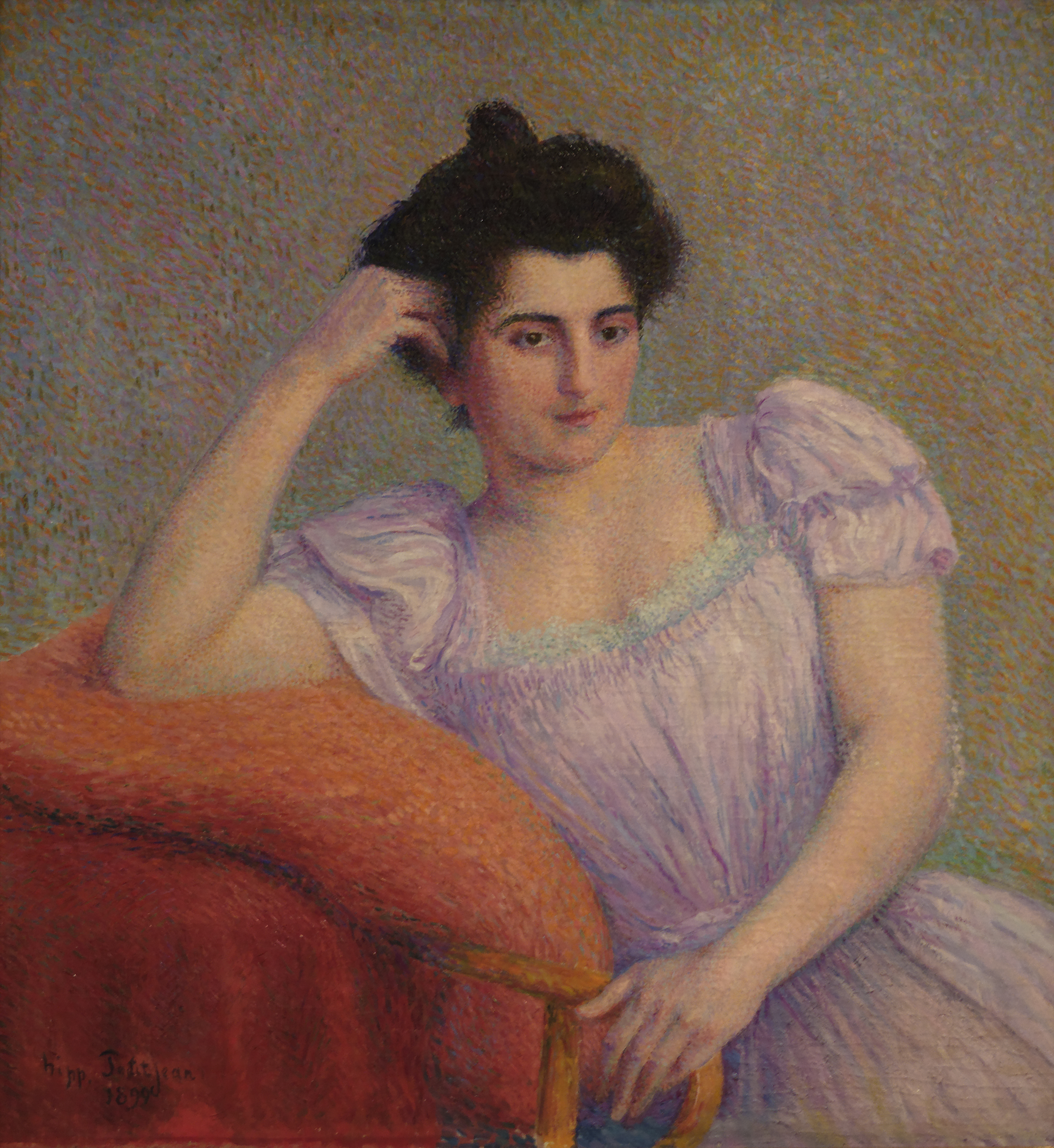
Портрет мадам Марте. 1899. Музей урсулинок, Макон
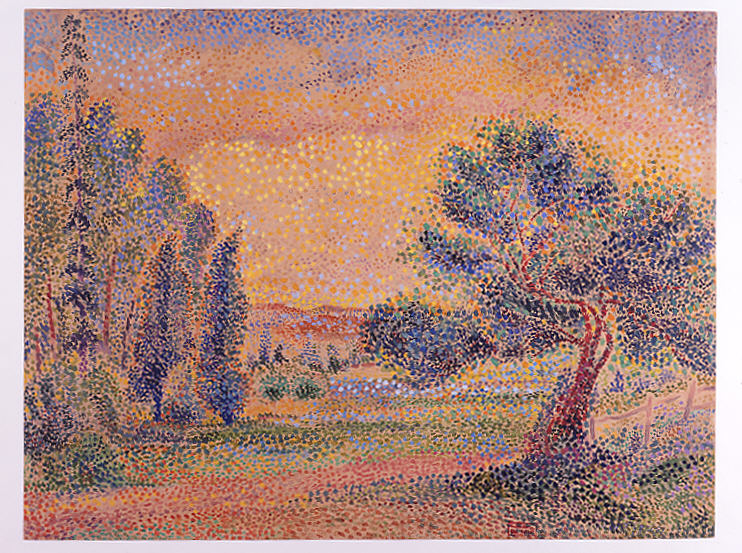
Пейзаж около Макона. Около 1912-1914. Метрополитен-музей, Нью-Йорк